# Зерноїд чорноволий
Зерноїд іржастий (Sporophila ruficollis) — вид горобцеподібних птахів родини саякових (Thraupidae). Мешкає в Південній Америці.

## Поширення і екологія
Чорноволі зерноїди гніздяться в Болівії, на півдні центральної Бразилії (південь Мату-Гросу, захід Мату-Гросу-ду-Сул, південний захід Ріу-Гранді-ду-Сул), в Парагваї, на півночі і заході Уругваю та на півночі Аргентини. Взимку вони мігрують на північ, досягаючи північної Болівії і центральної Бразилії. Бродячі птахи спостерігалися на крайньому південному сході Перу.
Чорноволі зерноїди живуть на вологих і заплавних луках, в чагарникових і очеретяних заростях на берегах річок і озер та на болотах. Зустрічаються на висоті до 1100 м над рівнем моря.

## Збереження
МСОП класифікує стан збереження цього виду як близький до загрозливого. Чорноволим зерноїдам загрожує знищення природного середовища.